# Jef Louis Van Leemputten
Pour les articles homonymes, voir Van Leemputten.
Jef Louis ou Jef Van Leemputten, né à Werchter le 10 septembre 1865 et mort en 1948, est un peintre belge connu pour ses représentations animalières, et ses quelques peintures d'histoire. Il est également ponctuellement affichiste et illustrateur.
Exposant aux salons triennaux belges de Bruxelles, Anvers et Gand, il est également connu hors de la Belgique. Il obtient, en 1890, le prix Godecharles en peinture. Ses œuvres sont conservées dans plusieurs musées britanniques et sont estimées aux États-Unis.

## Biographie

### Famille
Jef Louis (Josephus Ludovicus) Van Leemputten, né à Werchter le 10 septembre 1865 est issu d'une famille d'artistes, il est le fils de Jean-Baptiste Van Leemputten, artiste peintre (1831-1924) et de Regina Aertsgeerts (1835-1919), mariés à Werchter le 17 septembre 1859. Jef Louis est également le frère d'Antoine Van Leemputten (1875-1906), peintre, de même que le cousin germain des peintres Corneille Van Leemputten et Frans Van Leemputten,.

### Formation
Jef Louis Van Leemputten, établi à Anvers avec ses parents vers 1876, se forme auprès du peintre Charles Verlat, à l'Académie royale des beaux-arts d'Anvers.

### Carrière

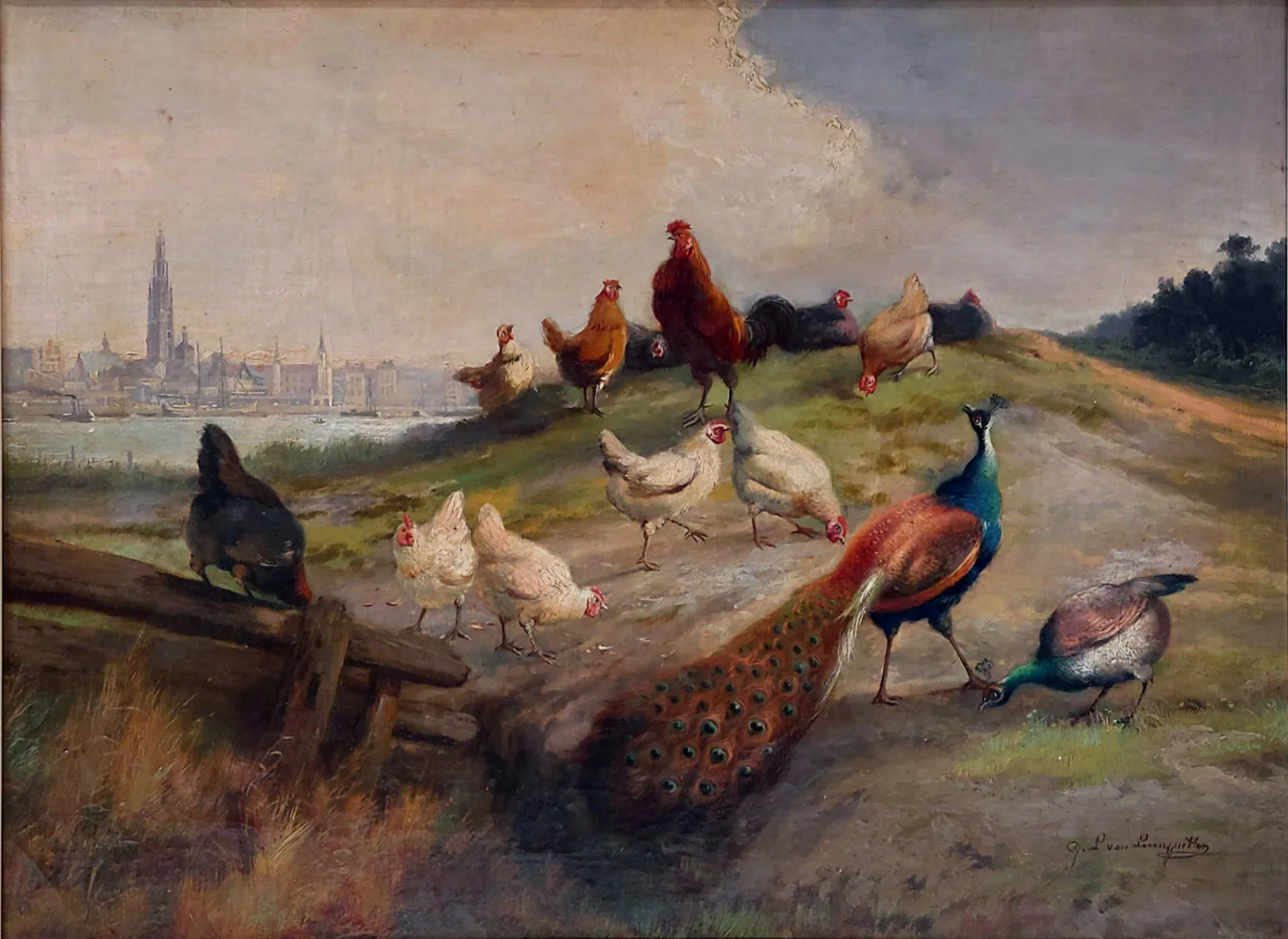
Paysage avec animaux et vue d'Anvers.

À partir de 1888, Jef Louis Van Leemputten participe à plusieurs expositions triennales belges, où son premier envoi comprend À la prairie et En route pour l'écurie au Salon d'Anvers de 1888. Son second envoi est une peinture d'histoire, Martyre chrétienne, au Salon de Bruxelles de 1890, que L'Indépendance belge estime favorablement, soulignant la beauté du corps représenté et la modernité de la tête peu banale et qui lui permet d'obtenir le prix Godecharles,.
Jef Louis Van Leemputten, établi à Anvers depuis son enfance, meurt, à l'âge de 83 ans, en 1948.

## Œuvre

### Caractéristiques

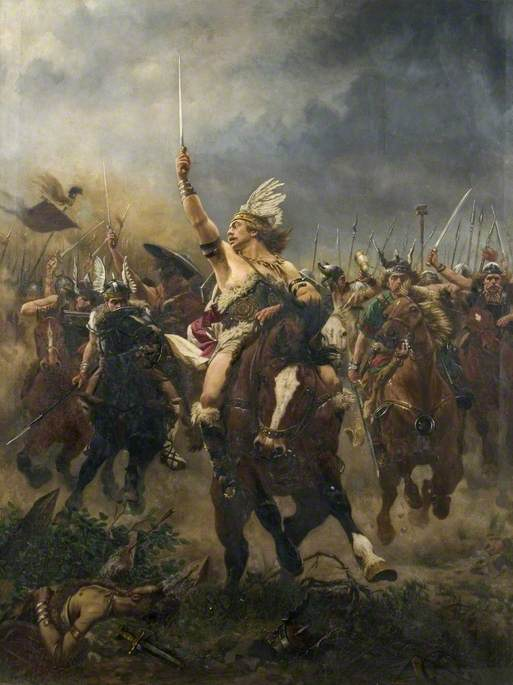
Guerriers vikings chargeant (1894), conservé au Watford Museum.

Jef Louis Van Leemputten est principalement connu pour ses représentations animalières et ses quelques peintures d'histoire, réalisées au début de sa carrière. Ponctuellement, après la Première Guerre, il réalise les illustrations d'un almanach en 1919 pour le quotidien Het Handelsblad. Il est également affichiste et obtient, en 1923, le second prix pour l'affiche Maroc destinée à annoncer le Cortège des bijoux de la ville d'Anvers. La manifestation intitulée Le Vieil Anvers, dans le cadre de l'Exposition internationale de 1930, s'inspire notamment, dans l'un de ses groupes, de l'œuvre de Jef Louis Van Leemputten représentant les Vikings à Anvers.

### Expositions
- Salon d'Anvers de 1888 : À la Prairie et En route pour l'écurie[4].
- Salon de Bruxelles de 1890 : La Martyre chrétienne[5].
- Salon d'Anvers de 1891 : Troupeau de moutons à la lisière d'une forêt aux environs d'Anvers et Arrestation de Laruelle, bourgmestre de Liège, par le comte de Warfusée, 1637[9].
- Salon d'Anvers de 1898 : Attaque de guerriers germains[10].
- Exposition des artistes anversois en février 1920 : Grandeur et chute de l'Allemagne (triptyque)[11].
- Exposition conjointe avec son père Jean-Baptiste Van Leemputten, à la salle Oor d'Anvers en septembre 1924 : La Chasse aux renards[12].

### Collections muséales

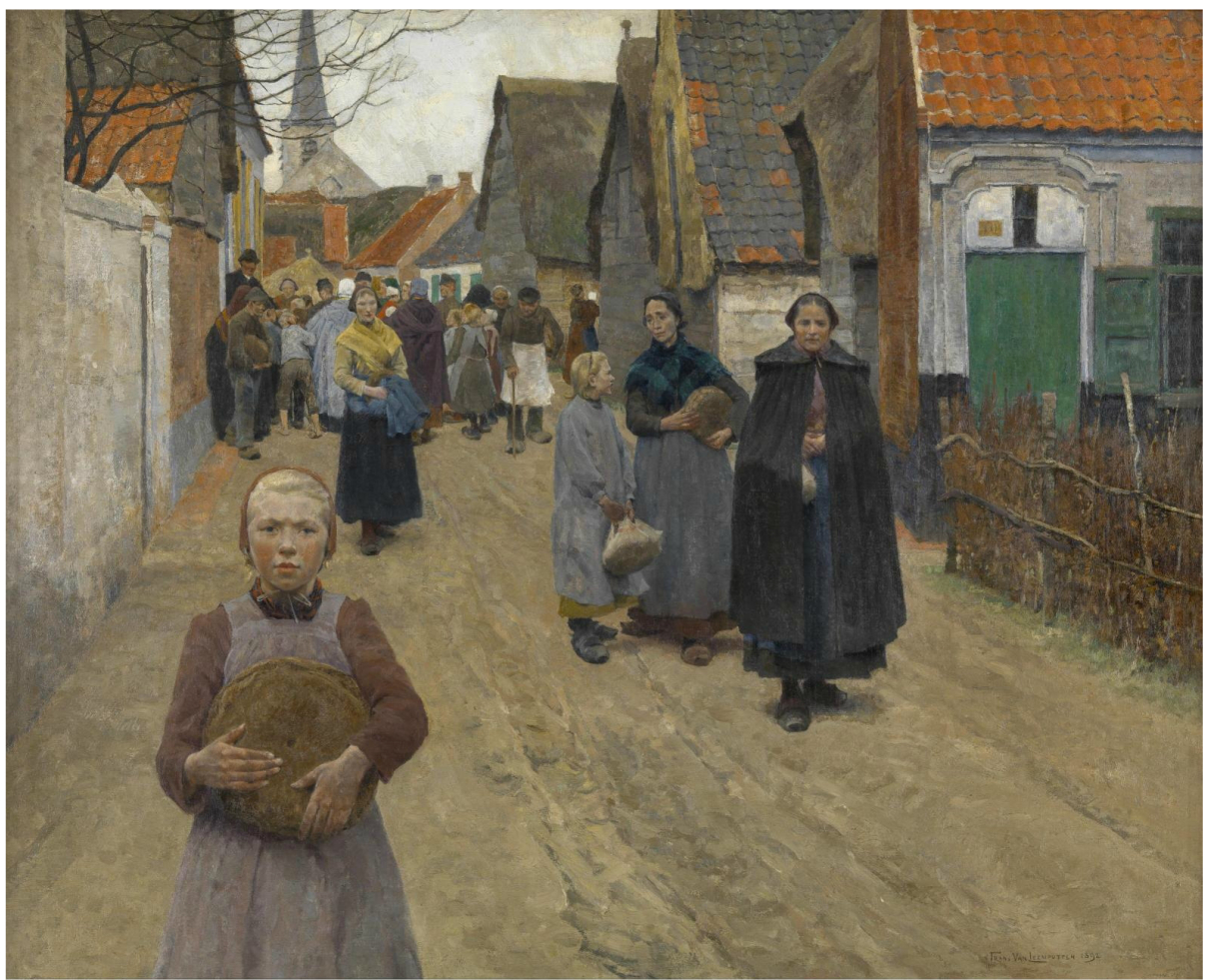
La Distribution de pain dans le Village, 1892 - Anvers KMSKA

#### Belgique
- Boon Gallery, Knokke : La Nuée[3].
- Anvers KMSKA : La Distribution de pain dans le village

#### Europe
- Watford Museum, Royaume-Uni : Guerriers vikings chargeant (1894), huile sur toile, inventaire no 2004.460, format 150 × 80 cm, transféré de la bibliothèque de Watford en 1981[13].
- Rozelle House Galleries, Ayrshire, Royaume-Uni : Les Oiseaux matinaux, huile sur bois, inventaire no AYRRH:000889, format 22 × 34,3 cm, acquis de la Royal Burgh of Ayr Collection[14].

### Collections privées

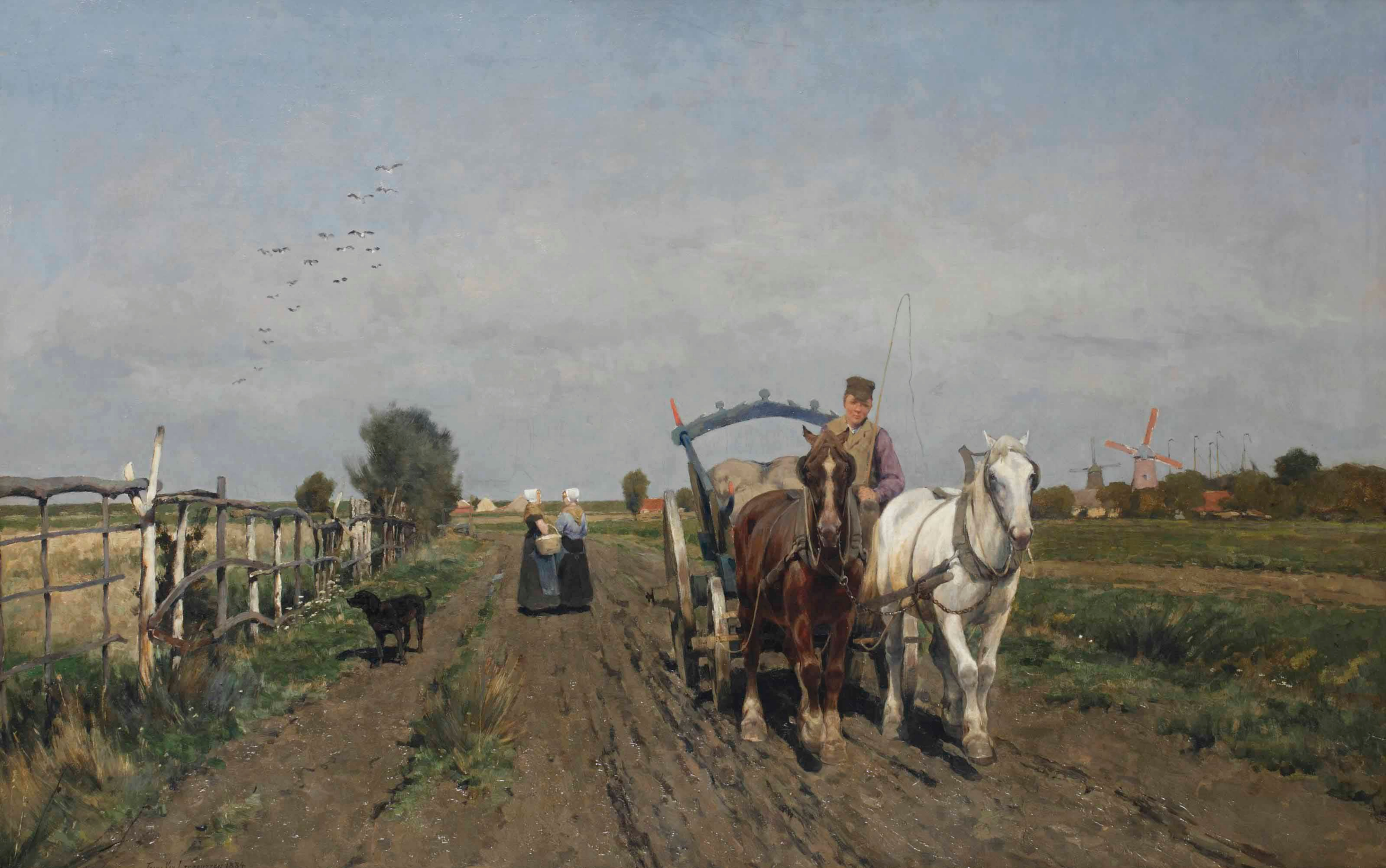
Horses on a path, 1884, Collection particulière

- Horses on a Path ( Collection particulière, huile sut toile, 1884)
- Miss Rose (Anvers, huile sur toile, 1923)[15].

- Busting Bill (Anvers, huile sur toile, 1923)[15].